# Velké Opatovice
Velké Opatovice (in tedesco Groß Opatowitz) è una città della Repubblica Ceca facente parte del distretto di Blansko, in Moravia Meridionale.